# Angela Sommer-Bodenburg
Angela Sommer-Bodenburg (* 18. Dezember 1948 in Reinbek, Schleswig-Holstein) ist eine deutsche Schriftstellerin und Malerin sowie eine ehemalige Grundschullehrerin, die heute in den Vereinigten Staaten lebt. Bekannt wurde sie durch ihre Kinderbuchreihe „Der kleine Vampir“.

## Leben
Angela Sommer-Bodenburg studierte Pädagogik, Psychologie und Soziologie und unterrichtete anschließend zwölf Jahre lang als Grundschullehrerin in Hamburg. Neben ihrer Tätigkeit als Lehrerin hatte sie 1979 ihre ersten zwei Buchveröffentlichungen: Einen beim Suhrkamp Verlag herausgegebenen Gedichtband mit dem Titel Sarah bei den Wölfen sowie beim Rowohlt Verlag Der kleine Vampir.
Laut ihren eigenen Angaben zeichnete und malte Angela Sommer-Bodenburg bereits als kleines Kind sehr gern und lieh sich regelmäßig Bücher aus der Stadtbibliothek aus. Sie begann demnach auch schon früh, eigene Bücher zu schreiben, die sie selbst illustrierte und mit Garn zusammennähte. Der Vater, der selbst Gedichte, Dramen und Romane schrieb, war jedoch der einzige in ihrer Familie, der ihren Berufswunsch, Schriftstellerin werden zu wollen, unterstützte. Den Anfang des Kleinen Vampirs, so die Autorin, haben die Kinder an ihrer Schule gesetzt, die sie mit ihrer Wunschlektüre („lustig, spannend und auch ein bisschen gruselig“) zu motivieren suchte. Für ihre Laufbahn als Schriftstellerin schätzte Angela Sommer-Bodenburg den Kleinen Vampir dann jedoch als „mixed blessing“ ein, d. h., sie sah sich mit dem Erfolg dieser Reihe in eine Schublade gesteckt, die ihre anderen Veröffentlichungen für Erwachsene und ihre Arbeiten als Malerin in den Hintergrund treten ließen.
Der kleine Vampir wurde zum Eröffnungsband einer Serie – jeweils versehen mit den Illustrationen von Amelie Glienke –, die erst 2015 mit dem 21. Band Der kleine Vampir und die Frage aller Fragen ihren Abschluss fand. Die Geschichte vom Kleinen Vampir wurde unter anderem in zwei Fernsehserien (Der kleine Vampir und Der kleine Vampir – Neue Abenteuer) und einen Kinderfilm (Der kleine Vampir) umgesetzt.
Angela Sommer-Bodenburgs Bücher wurden in über 30 Sprachen übersetzt. Zusammen mit ihrem zweiten Ehemann lebt sie als freie Autorin und Malerin in Silver City, New Mexico.

## Werke
Der kleine Vampir
1. Der kleine Vampir. Rowohlt Verlag, Hamburg, 1979. ISBN 978-3499202162.
2. Der kleine Vampir zieht um. Rowohlt Verlag, Hamburg, 1980. ISBN 978-3499202452.
3. Der kleine Vampir verreist. Rowohlt Verlag, Hamburg, 1982. ISBN 978-3-499-20297-1.
4. Der kleine Vampir auf dem Bauernhof. Rowohlt Verlag, Hamburg, 1983. ISBN 978-3499203251.
5. Der kleine Vampir und die große Liebe. Rowohlt Verlag, Hamburg, 1985. ISBN 978-3499203893.
6. Der kleine Vampir in Gefahr. Rowohlt Verlag, Hamburg, 1985. ISBN 978-3499204012.
7. Der kleine Vampir im Jammertal. Rowohlt Verlag, Hamburg, 1986. ISBN 978-3499204357.
8. Der kleine Vampir liest vor. Rowohlt Verlag, Hamburg, 1988. ISBN 978-3499204456.
9. Der kleine Vampir und der unheimliche Patient, 2000 / Anton und der kleine Vampir – Der geheimnisvolle Patient. Rowohlt Verlag, Hamburg, 1989. ISBN 978-3499211331.
10. Der kleine Vampir in der Höhle des Löwen, 2000 / Anton und der kleine Vampir – In der Höhle des Löwen. Rowohlt Verlag, Hamburg, 1989. ISBN 978-3499211348.
11. Der kleine Vampir und der Lichtapparat, 2000 / Anton und der kleine Vampir – Das rätselhafte Programm. Rowohlt Verlag, Hamburg, 1989. ISBN 978-3499211355.
12. Der kleine Vampir und der rätselhafte Sarg, 2000 / Anton und der kleine Vampir – Böse Überraschungen. Rowohlt Verlag, Hamburg, 1989. ISBN 978-3499211362.
13. Der kleine Vampir und die geheime Verschwörung, 2000 / Anton und der kleine Vampir – Die große Verschwörung. Rowohlt Verlag, Hamburg, 1989. ISBN 978-3-644-46931-0.
14. Der kleine Vampir und die Klassenfahrt, 2000 / Anton und der kleine Vampir – Die Klassenfahrt. Rowohlt Verlag, Hamburg, 1990. ISBN 978-3-499-21138-6.
15. Der kleine Vampir feiert Weihnachten, 2000 / Anton und der kleine Vampir – Fröhliche Weihnachten. Rowohlt Verlag, Hamburg, 1990. ISBN 978-3570201206.
16. Der kleine Vampir und Graf Dracula, 2001 / Anton und der kleine Vampir – Die Reise zu Graf Dracula. Rowohlt Verlag, Hamburg, 1993. ISBN 978-3499211409.
17. Der kleine Vampir und die Tanzstunde. Rowohlt Verlag, Hamburg, 2001. ISBN 978-3499211416.
18. Der kleine Vampir hat Geburtstag. Rowohlt Verlag, Hamburg, 2001. ISBN 978-3499211713.
19. Der kleine Vampir und die Gruselnacht. Rowohlt Verlag, Hamburg, 2006. ISBN 978-3499213601.
20. Der kleine Vampir und die letzte Verwandlung. Rowohlt Verlag, Hamburg, 2008. ISBN 978-3499214592.
21. Der kleine Vampir und die Frage aller Fragen. Rowohlt Verlag, Hamburg, 2015. ISBN 978-3499217258.

Anmerkung: Die Bände 9 bis 16 erschienen ursprünglich unter der Bezeichnung Anton und der kleine Vampir. Im Zuge der Neuveröffentlichungen im Rowohlt Verlag wurden die Buchtitel leicht verändert und kamen unter der Bezeichnung Der kleine Vampir heraus.
Weitere Veröffentlichungen
- Sarah bei den Wölfen, Gedichte. Suhrkamp Verlag, Berlin, 1979. ISBN 978-3518042922.
- Das Biest, das im Regen kam. Rowohlt Verlag, Hamburg, 1981. ISBN 978-3499202858.
- Ich lieb dich trotzdem immer, Gedichte. Gertraud Middelhauve Verlag, Köln, 1982. ISBN 978-3787691357.
- Wenn du dich gruseln willst, Bilderbuch mit Illustrationen von Helga Spieß, Otto Maier, Ravensburg 1984 und bei Rowohlt Taschenbuch Verlag, Reinbek bei Hamburg 1987. ISBN 978-3499204593.
- Die Moorgeister. Rowohlt Verlag, Hamburg, 1986. ISBN 978-3499204296.
- Coco geht zum Geburtstag, Bilderbuch mit Illustrationen von Agnès Mathieu. Ravensburger Verlag, Ravensburg, 1986. ISBN 978-3473335886.
- Freu dich nicht zu früh, ich verlaß dich nie, Gedichte, mit Illustrationen von Anne Wilsdorf, 1987. ISBN 9783805204552.
- Möwen und Wölfe, Gedichte. Rowohlt Verlag, Hamburg, 1987. ISBN 978-3498062132.
- Die Unterirdischen – Ein Liebes-Märchen mit Illustrationen von Magdalene Hanke-Basfeld. Bertelsmann Verlag, München, 1988. ISBN 978-3570024744.
- Julia bei den Lebenslichtern, Bilderbuch mit Illustrationen von Thé Tjong-Khing. Bertelsmann Verlag, München, 1989. ISBN 978-3570038727.
- Florians gesammelte Gruselgeschichten mit Illustrationen von Helga Spieß. Bertelsmann Verlag, München, 1990. ISBN 978-3570036631.
- Gerneklein, Bilderbuch mit Illustrationen von Imke Korth-Sander. Bertelsmann Verlag, München, 1990. ISBN 978-3570080634.
- Mein allerliebster Teddybär, Gedichte mit Illustrationen von Brigitte Werner & Joachim Lange. Bertelsmann Verlag, München, 1991. ISBN 9783570037515.
- Schokolowski – Der Geburtstags-Trüffelhund  (Bd. 1). Bertelsmann Verlag, München, 1991. ISBN 978-3522176392.
- Schokolowski – Lustig ist das Hundeleben (Bd. 2). Bertelsmann Verlag, München, 1992. ISBN 978-3522178174.
- Schokolowski – Vorsicht, Hundefänger (Bd. 3). Bertelsmann Verlag, München, 1992. ISBN 978-3570014301.
- Schokolowski – König Leckermaul (Bd. 4). Bertelsmann Verlag, München, 1992. ISBN 978-3570005231.
- Schokolowski – Hilfe, ein Baby!  (Bd. 5). Bertelsmann Verlag, München, 1993. ISBN 978-3570024386.
- Wenn die Füchse Kaffee kochen, Bilderbuch mit Illustrationen von Helga Spieß. Bertelsmann Verlag, München, 1993. ISBN 978-3570005910.
- Von jenseits des großen Waldes mit Illustrationen von Helga Spieß. Bertelsmann Verlag, München, 1994. ISBN 978-3570018651.
- Benjamin Biber, Bilderbuch mit Illustrationen von Imke Korth-Sander. Bertelsmann Verlag, München, 1994. ISBN 978-3570018040.
- Hanna, Gottes kleinster Engel. dtv Verlagsgesellschaft GmbH & Co. KG, München, 1995. ISBN 978-3423200752.
- Der Fluch des Vampirs. Bertelsmann Verlag, München, 1998. ISBN 978-3570123546.
- Das Haar der Berenice. Thienemann in der Thienemann-Esslinger Verlag GmbH, Stuttgart, 1998. ISBN 978-3522169721.
- Das große Angela-Sommer-Bodenburg-Lesebuch, mit Illustrationen von Amelie Glienke. Rowohlt Verlag, Hamburg, 2002. ISBN 978-3499211959.
- Kasimir von Käsebleich (Bd. 1), mit Illustrationen von Kathrin Treuber. Thienemann in der Thienemann-Esslinger Verlag GmbH, Stuttgart, 2002. ISBN 978-3522175531.
- Kasimir von Käsebleich kommt in die Schule (Bd. 2) mit Illustrationen von Kathrin Treuber. Rowohlt Verlag, Hamburg, 2002. ISBN 978-3499213144.
- Kasimir von Käsebleich und der Ranzenmann (Bd. 3) mit Illustrationen von Kathrin Treuber. Thienemann in der Thienemann-Esslinger Verlag GmbH, Stuttgart, 2003. ISBN 978-3522175623.
- Jeremy Golden und der Meister der Schatten. Thienemann in der Thienemann-Esslinger Verlag GmbH, Stuttgart, 2005. ISBN 978-3522176705.
- Anna von Schlottersteins Nächtebuch. Rowohlt Verlag, Hamburg, 2012. ISBN 978-3499215605.

## Trivia
Angela Sommer-Bodenburg wohnte, während sie den kleinen Vampir erschuf, in dem Schleswig-Holsteinischen Dorf Prinzenmoor. Dieses Dorf diente für verschiedene Handlungsorte des Buches als Vorbild.